# Pecerady
Pecerady jsou velká vesnice, část města Týnec nad Sázavou v okrese Benešov. Nachází se 2 km na východ od Týnce nad Sázavou. Prochází tudy železniční trať Praha – Vrané nad Vltavou – Čerčany. V roce 2009 zde bylo evidováno 314 adres. Pecerady jsou také název katastrálního území o rozloze 6,94 km².

## Historie
První písemná zmínka o vesnici pochází z roku 1360.
Za druhé světové války se ves stala součástí vojenského cvičiště Zbraní SS Benešov a její obyvatelé se museli 1. dubna 1943 vystěhovat.
Známé je „peceradské gabro“, druh horniny, který se zde těžil jako ušlechtilý stavební kámen.

## Pamětihodnosti
- Zvonička

## Další fotografie

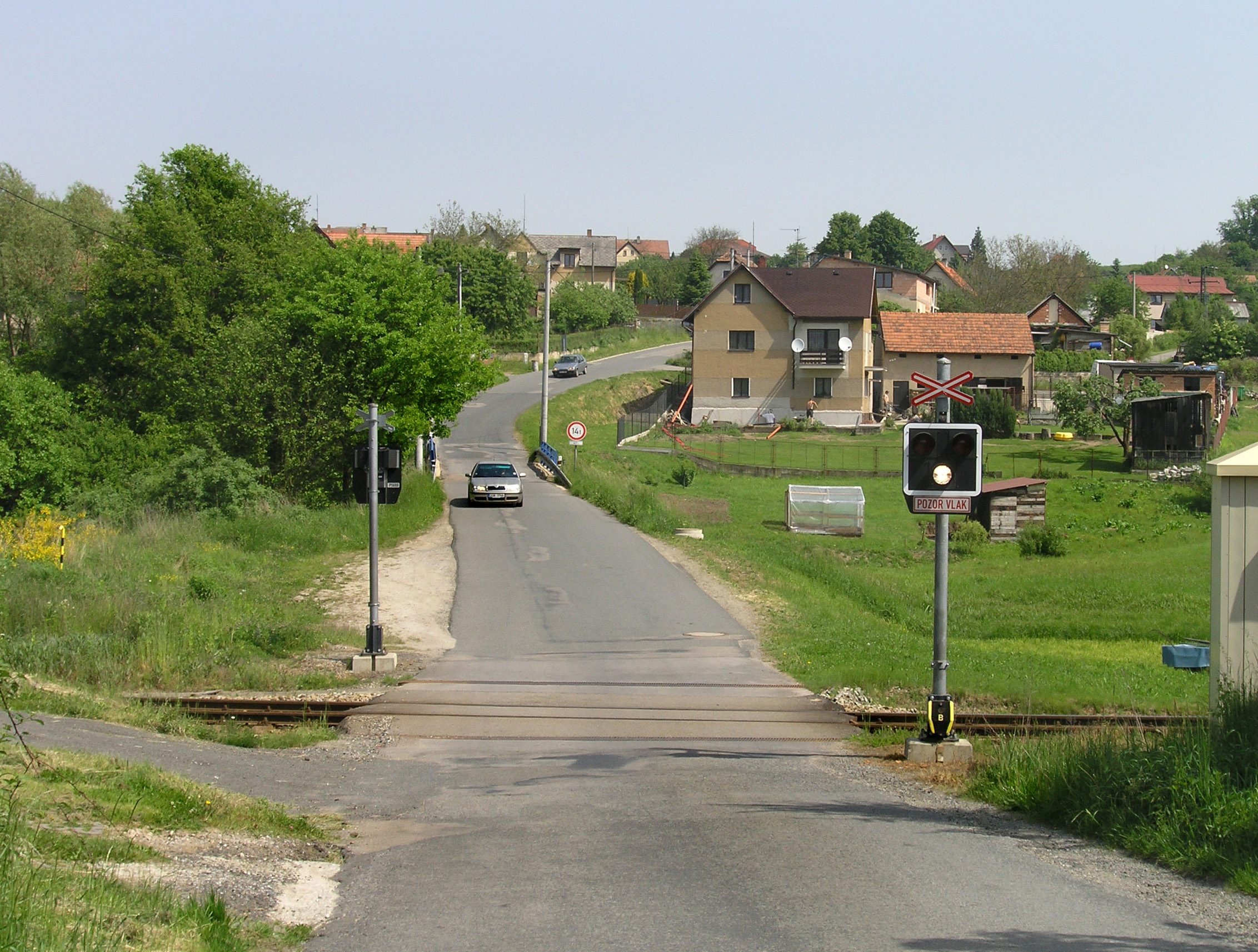
Železniční přejezd ve vsi
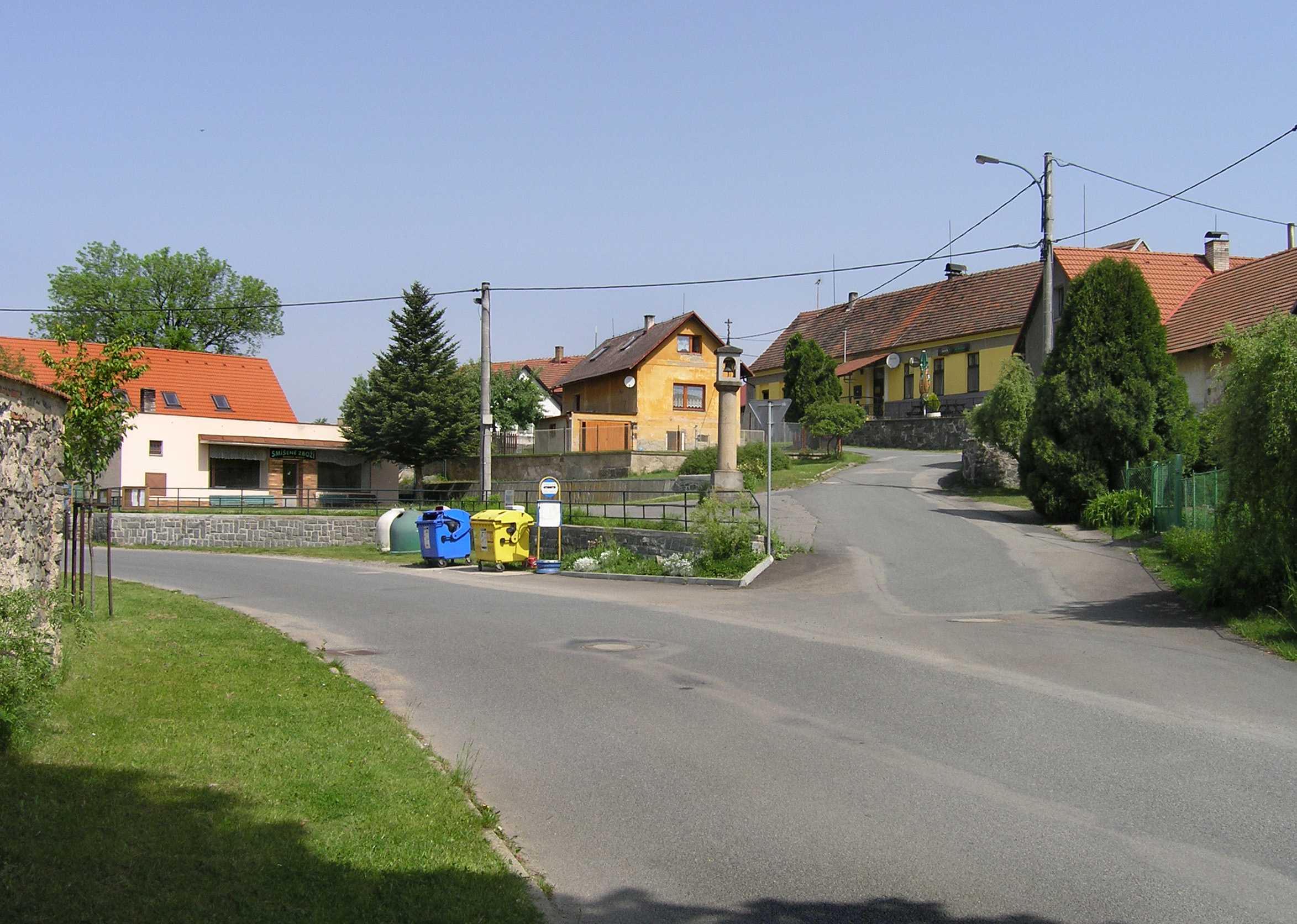
Náves
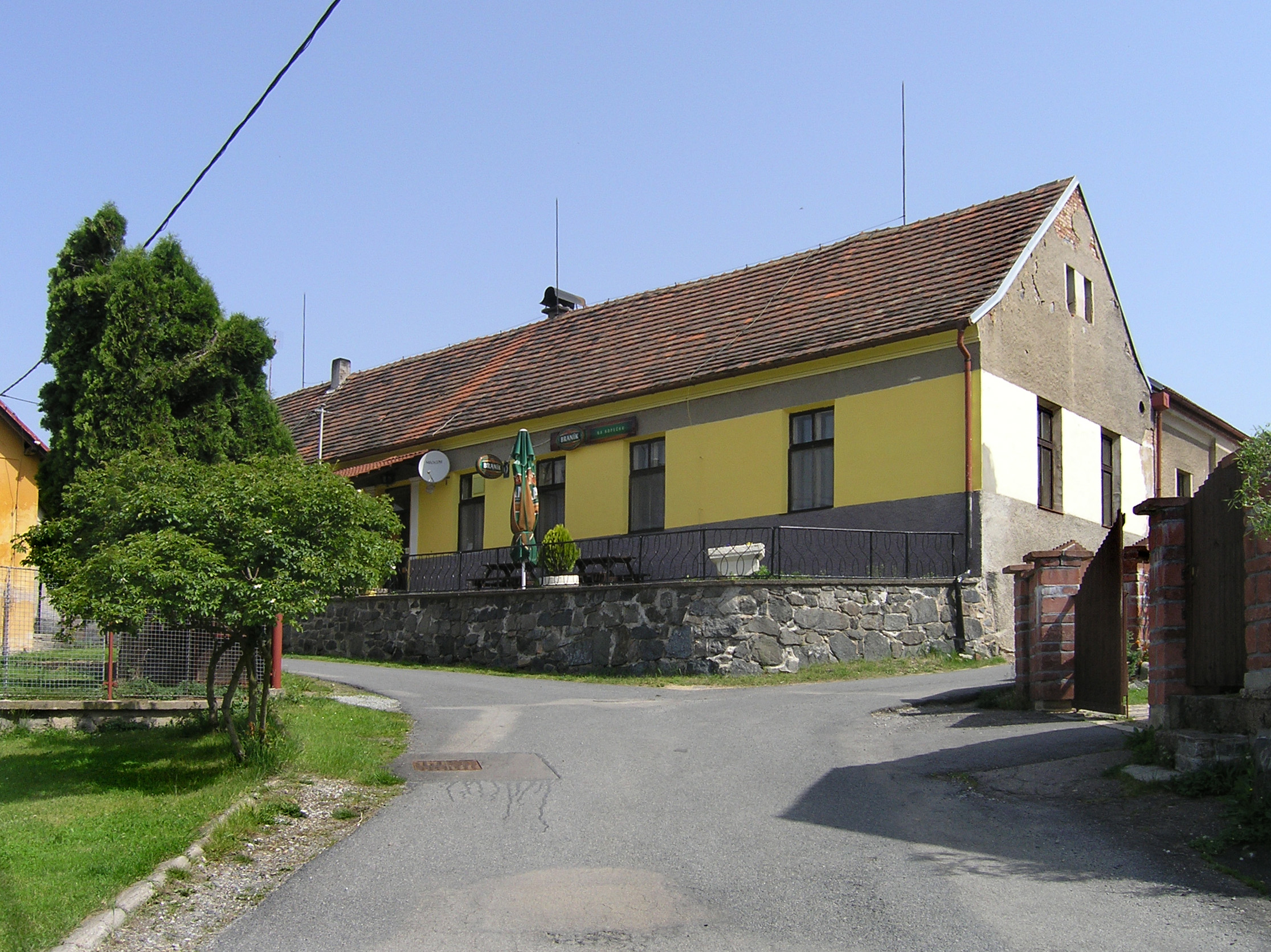
Restaurace na návsi
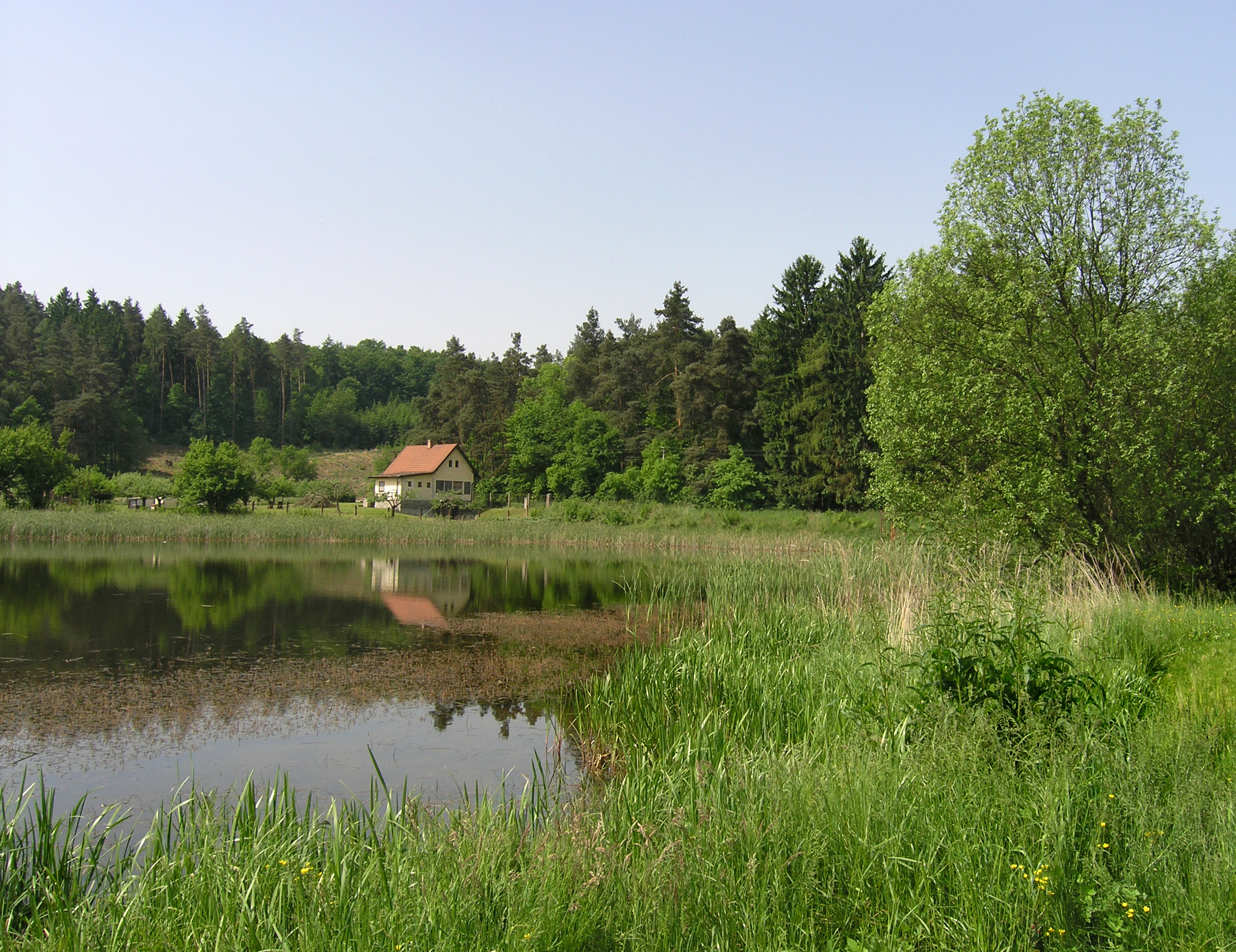
Podhájský rybník